# Großlohra
Großlohra è un comune di 862 abitanti della Turingia, in Germania.
Appartiene al circondario di Nordhausen ed è amministrato sussidiariamente dalla città di Bleicherode.